# ALICE検出器
ALICE検出器（大型イオン衝突実験装置）は、CERN・LHC加速器の主要検出器の一つである。ビームレベル、ポイント2に設置されている。

## 概要
ALICE検出器は、LHC実験で年末にしか行われない鉛イオン衝突実験専門の検出器で、ATLAS検出器やCMS検出器とは異なる目的をもっている。

## ALICE検出器の目的
- 鉛イオン衝突による、宇宙誕生時の高エネルギー状態を再現。
- クォークグルーオンプラズマの振る舞いを調査する。